# Rue de Sèze (Paris)
Pour les articles homonymes, voir rue de Sèze.
La rue de Sèze est une voie des 8e et 9e arrondissements de Paris. 

## Situation et accès
Longue de 142 mètres, elle commence boulevard de la Madeleine et finit place de la Madeleine.
Elle est desservie par les lignes 8, 12 et 14 à la station Madeleine.

## Origine du nom

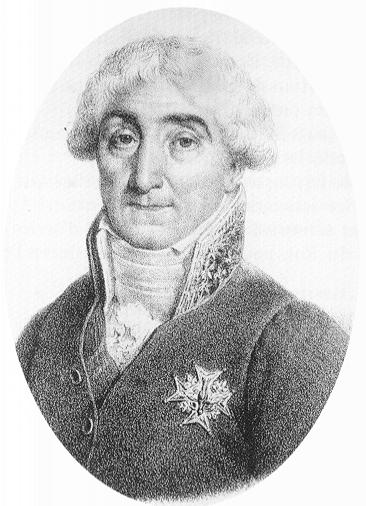
Raymond de Sèze.

La rue de Sèze, ouverte en 1824, a reçu sa dénomination en l'honneur de Raymond de Sèze (1748-1828), l'un des avocats de Louis XVI.

## Historique
La rue de Sèze occupe l'emplacement d'un des nombreux chantiers de bois qu'on voyait alors dans le quartier de la Madeleine et jusque sur le boulevard. Elle est ouverte et dénommée par ordonnance du 20 juin 1824, relative à la formation des abords de l'église de la Madeleine, indique qu'il sera ouvert, dans le prolongement du côté septentrional de la place de la Madeleine et à droite, une rue qui portera le nom de « rue Desèze », se terminant au boulevard à l'extrémité de la rue de Caumartin :
« Louis, par la grâce de Dieu, roi de France et de Navarre, à tous ceux qui ces présentes verront, salut. Sur le rapport de notre ministre secrétaire d’État au département de l'Intérieur ;
vu le plan d'alignement de la place à former autour de l'église de la Madeleine et des autres voies qui devront y aboutir, dressé en exécution du décret du 10 septembre 1808 ;
vu la délibération du Conseil général du département de la Seine, faisant fonction de Conseil municipal de la ville de Paris, en date du 14 mars dernier ;
vu le procès-verbal de la publication du plan et les réclamations qui se sont élevées contre les alignements proposés ;
vu l'avis du préfet du département ;
vu enfin le décret du 10 septembre 1808 ;
notre Conseil d’État entendu, nous avons ordonné et ordonnons ce qui suit :
- Article 1 : sont approuvés les alignements tracés par des lignes noires sur le plan ci-joint, dont les dispositions consistent :
  - 1° à former autour du monument de la Madeleine une place (la place de la Madeleine) de forme carrée et dont les côtés seront parallèles à ceux du temple ;
  - 2° à prolonger la rue Royale, conduisant de la rue Saint-Honoré à la principale entrée du temple, et à donner à ce prolongement une largeur de 43 mètres ;
  - 3° à ouvrir sur l'arrière-fond de la place, dans le prolongement de l'axe du monument et sur une largeur égale à celle de la rue Royale, une rue qui sera appelée rue Tronchet, et qui se terminera à la rue Neuve-des-Mathurins ;
  - 4° à former jusqu'à la rencontre de la rue d'Anjou, un boulevard sous la dénomination de boulevard Malesherbes, à angle correspondant au boulevard de la Madeleine, et sur une largeur de 43 mètres, pareille à celle de ce dernier boulevard ;
  - 5° à ouvrir, dans le prolongement du côté septentrional de la place, à gauche, et dans une largeur de 10 mètres, une rue sous la dénomination de rue Chauveau-Lagarde, aboutissant au nouveau boulevard, et, à droite, une seconde rue qui portera le nom de rue de Sèze formera le prolongement de la première, et se terminera au boulevard de la Madeleine, à l'extrémité de la rue de Caumartin.

- Article 2 : les propriétaires riverains seront tenus de se conformer, pour les constructions qu'ils voudraient élever, aux alignements indiqués par le plan ci-joint, sous la réserve des indemnités dues à raison de pertes ou d'acquisitions de terrains, et qui seront réglées conformément aux lois.
- Article 3 : il ne sera accordé aux propriétaires des terrains et maisons situés sur la partie à droite du prolongement de la rue Royale aucune autorisation de s'avancer sur l'alignement qu'autant que les bâtiments du côté opposé auraient reculé.
- Article 4 : notre ministre secrétaire d’État au département de l'Intérieur est chargé de l'exécution de la présente ordonnance.

Donné au château des Tuileries, le 2 juin de l'an de grâce 1824, et de notre règne le vingt-neuvième.
Signé : Louis. »

## Bâtiments remarquables et lieux de mémoire
- No 2 : maison où le repris de justice Charles Marchandon, âgé de 22 ans, égorgea, dans la nuit du 15 avril au 16 avril 1885 Mme Cornet, épouse d'un riche filateur établi aux Indes chez qui il venait d'être embauché comme valet de chambre[2]>. Marchandon fut arrêté et exécuté le 10 août suivant.
- No 4 : adresse du Comité de protestation nationale puis du Comité républicain national[3]. Abritait en 1907 les bureaux de la maison de champagne Moët et Chandon[2].
- No 8 : emplacement de la galerie Georges Petit, créée en 1882 par Georges Petit (1856-1920), désormais détruite.
- Au croisement avec la rue Vignon : anciennement Pinacothèque de Paris.